# Отмухов
Отмухов (пољ. Otmuchów) град је у Пољској у Војводству опољском. По подацима из 2012. године број становника у месту је био 5137.

## Становништво
| 2012. |
| ----- |
| 5.137 |

## Партнерски градови
- Бернкастел-Куес